# Djamel Bouras
Djamel Bouras (* 11. srpna 1971 Givors, Francie) je bývalý francouzský zápasník–judista alžírského původu, olympijský vítěz z roku 1996.

## Sportovní kariéra
S judem začal v 8 letech na předměstí Lyonu v Givers. V 15 byl zařazen do tréninkového programu pro nadané sportovce INSEP. Přesunul se do Paříže, kde se připravoval v klubu JC Epinay. Ve francouzské seniorské reprezentaci se pohyboval od roku 1991 v polostřední váze. Prosadil se v ní však teprve s přestupem do populárního klubu Racing CF. V roce 1995 vybojoval třetím místem na mistrovství světa účastnickou kvótu pro účast na olympijských hrách v Atlantě v polostřední váze. V roce 1996 potvrdil účast při francouzské nominaci na úkor Darcela Yandziho a dalších adeptů. V Atlantě od prvních kol potvrzoval výbornou fyzickou i taktickou přípravu naordinovanou trenérem Marcem Alexandrem. V semifinále vyřadil na menší počet napomenutí Němce Stefana Dotta a ve finále se utkal s japonským fenoménem Tošihikem Kogou. Úvod finále proti Kogovi nezvládl, třikrát se nevešel do vymezené plochy tatami a byl napomínán šidem. Následně však chytnul rytmus a svým nepříjemným levým úchopem dostal Kogu pod tlak. Po konci hrací doby svítilo u obou judistů po třech napomenutí (šido). Verdikt sudích praporky (hantei) byl v poměru 3:0 v jeho prospěch a získal zlatou olympijskou medaili.
V roce 1997 na podzim v přípravě byl pozitivně testován na nandrolon. V prosinci dostal dvouletý zákaz startu, proti kterému se odvolal. Celý proces odebrání a analýzy vzorku s právníky zpochybnil a po roce soudních tahanic mu byl trest zrušen. V roce 1999 se na tatami vrátil. V roce 2000 uspěl při francouzské nominaci na olympijské hry v Sydney. Do Sydney však nevyladil optimálně formu. Po náročném semifinále proti Japonci Makoto Takimotovi, které prohrál na wazari, v boji o třetí místo nestačil na mladého Estonce Alexeje Budolina a obsadil páté místo. Po nevýrazném roce 2001 přišel o místo reprezentační jedničky. Cestu zpátky na výsluní se mu nepodařila ani po přestupu do klubu US Créteil. Sportovní kariéru ukončil v roce 2004. Díky své kontroverzní minulosti a otevřené povaze, kdy se rád kriticky vyjadřuje k problémům ve francouzské společnosti, je vyhledávanou tváří bulvárních médii.
Djamel Bouras byl levoruký judista, který bojoval o úchop z pravé strany. Po technické stránce byl na vysoké úrovni, ale v jeho stylu boje byl silně patrný vliv východoevropské judisticko-sambistické školy – nožní techniky (aši-waza) prováděl nablízko z nestandardního úchopu na zádech, strhy (sumi-gaeši) v pohybu apod.

## Výsledky
| Turnaj             | 1995             | 1996             | 1997             | 1998             | 1999             | 2000             | 2001             |
| Turnaj             | 24               | 25               | 26               | 27               | 28               | 29               | 30               |
| Turnaj             | polostřední váha | polostřední váha | polostřední váha | polostřední váha | polostřední váha | polostřední váha | polostřední váha |
| ------------------ | ---------------- | ---------------- | ---------------- | ---------------- | ---------------- | ---------------- | ---------------- |
| Olympijské hry     |                  | 1.               |                  |                  |                  | 5.               |                  |
| Mistrovství světa  | 3.               |                  | 2.               |                  | 5.               |                  | úč.              |
| Mistrovství Evropy | 2.               | 1.               | 2.               | x                | 3.               | úč.              | —                |